# Molkerei Ammerland
Die Molkerei Ammerland eG ist eine norddeutsche Molkerei mit Sitz in Wiefelstede-Dringenburg.

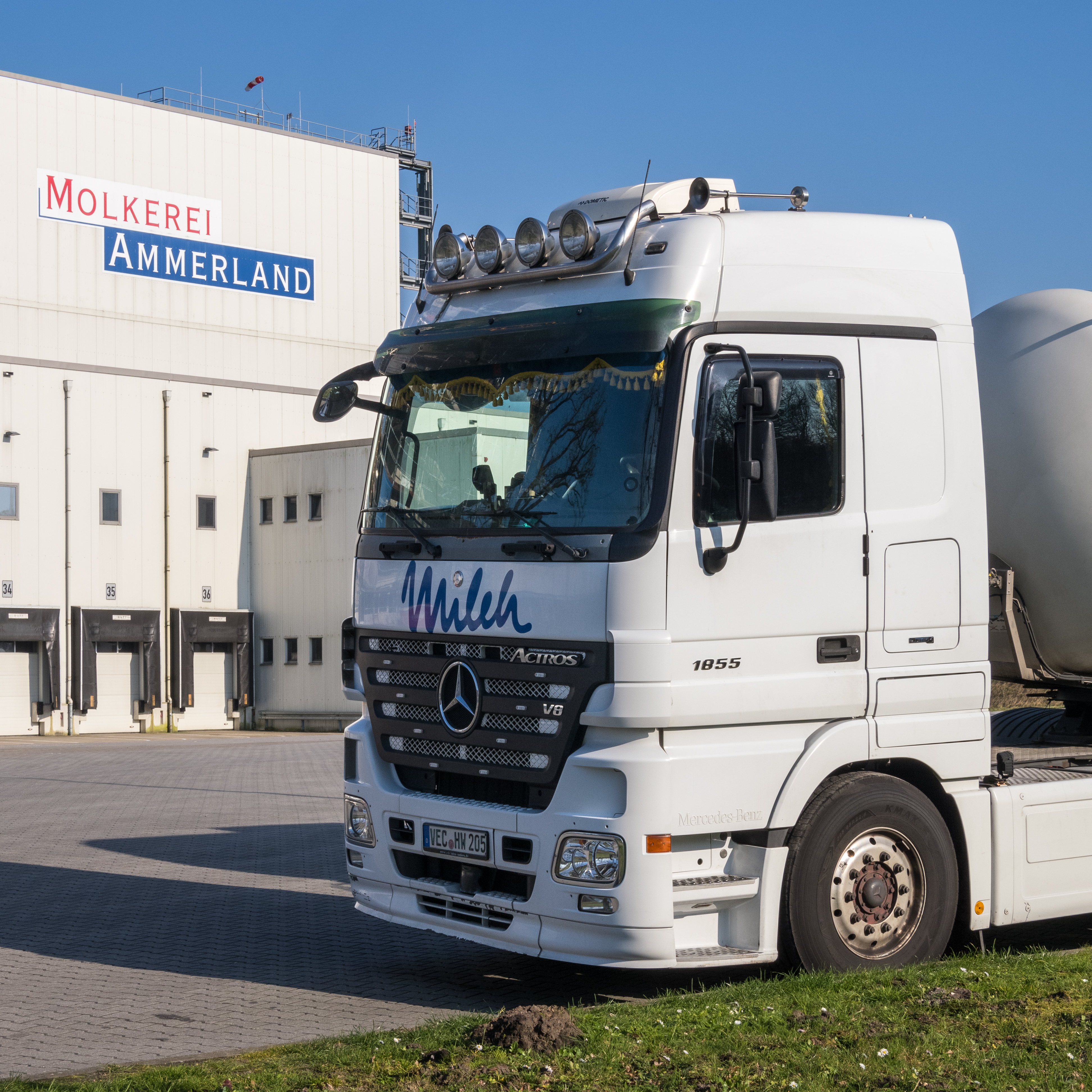
Molkerei Ammerland in Dringenburg

## Unternehmen
Das Produktportfolio der Molkerei Ammerland umfasst Schnittkäse, Butter, Milch- und Molkenpulver, Konzentrate, Frischmilch, Buttermilch und H-Milch. Die beiden Produktionsstandorte befinden sich in Wiefelstede-Dringenburg und Oldenburg. Im Geschäftsjahr 2017 verarbeitete das Unternehmen 1.738,5 Mio. kg Milch, die von den rund 2.000 Betrieben der Genossenschaft im Umkreis von circa 80 Kilometern produziert wird.
Die Molkerei Ammerland produziert für den Handel und die Industrie. Zusätzlich vertreibt das Unternehmen seit 2001 Molkereiprodukte unter seiner eigenen Marke „Ammerländer“. Die Produkte werden in über 60 Länder exportiert, der Export-Anteil beträgt rund 50 Prozent. Über folgende Vertriebstochtergesellschaften ist die Molkerei Ammerland international vertreten: Ammerland Hungary Kft. (Ungarn), Ammerland Iberica S.L.U. (Spanien), Ammerland Asia Pacific Pte. Ltd. (Singapur, China), Ammerland America Corp. (USA).

## Geschichte
Die Ursprünge des Unternehmens gehen auf das Jahr 1885 zurück, als in Rastede eine der ersten Molkereien der Region gegründet wurde. Gegründet wurde das heutige Unternehmen im Jahr 1989 unter dem Namen Milchwerke Ammerland-Oldenburg eG, im Jahr 2000 wurde es in Molkerei Ammerland eG umbenannt.